# 樊尚·帕斯托雷
樊尚·帕斯托雷（Vincent Pastore，1946年7月14日—）是一名美國演員。他經常演出黑手黨角色，而他最出名是在HBO電視劇《人在江湖》中飾演Salvatore "Big Pussy" Bonpensiero。

## 外部連結
- 樊尚·帕斯托雷在互联网电影资料库（IMDb）上的資料（英文）
- VincentPastore.com